# Astathes dimidiata
Astathes dimidiata là một loài bọ cánh cứng trong họ Cerambycidae.